# Gentianales
Ordre
Classification APG III (2009)
L'ordre des Gentianales regroupe des plantes dicotylédones.

## Morphologie
Parmi les caractéristiques des Gentianales, notons d'abord la présence d'un seul cycle d'étamines, celles-ci insérées sur la corolle, ce qui
fait pour l'ensemble de la fleur 4 cycles de pièces. Ce sont des Gamopétales tétracycliques. Le gynécée est supère mais réduit à deux carpelles comme chez beaucoup de Gamopétales évoluées. Le style est toujours unique mais les ovaires, généralement soudés, sont libres dans les deux familles des Asclépiadacées et des Apocynacées.
Un caractère très apparent dans le bouton floral est la préfloraison tordue de la corolle, "enroulée en parapluie" dans le bouton, qui vaut à l'ordre son autre nom de Contortales.

## Classification
En classification classique de Cronquist (1981), il comprend six familles :
- famille Apocynacées
- famille Asclépiadacées
- famille Gentianacées
- famille Loganiacées
- famille Retziacées
- famille Saccifoliacées

La classification phylogénétique APG (1998), classification phylogénétique APG II (2003) et classification phylogénétique APG III (2009) en ont modifié la composition et cet ordre comprend maintenant les 5 familles suivantes :
- ordre Gentianales Juss. ex Bercht. & J.Presl (1820)
famille Apocynaceae Juss. (1789) (incl. Asclepiadaceae)
famille Gelsemiaceae Struwe & V.A.Albert (1995)
famille Gentianaceae Juss. (1789) (incl. Saccifoliaceae)
famille Loganiaceae R.Br. ex Mart. (1827)
famille Rubiaceae Juss. (1789) (famille du caféier)

En fait, seulement les Rubiacées sont des membres nouveaux.

## Âge
D'après des calculs utilisant l'horloge moléculaire, la lignée menant aux Gentianales se serait séparée des autres plantes il y a environ 108 millions d'années ou 81 millions d'années.